# Amalienhof (Sulzfeld)

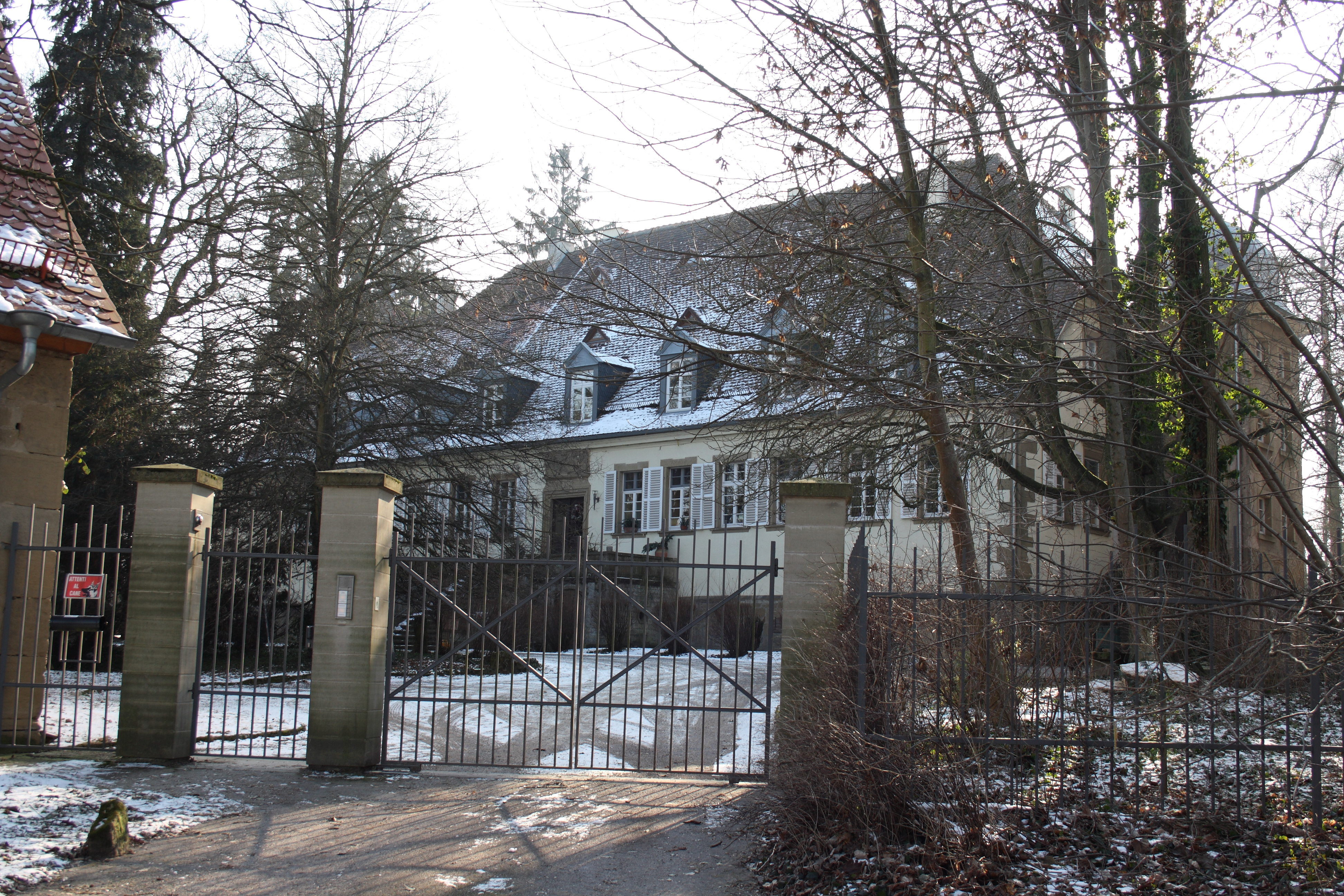
Amalienhof in Sulzfeld

Der Amalienhof in Sulzfeld, einer Gemeinde im Landkreis Karlsruhe in Baden-Württemberg, ist ein Schloss bzw. Herrenhaus, das sich bis zum Jahr 2000 im Besitz der Familie Göler von Ravensburg befand. Der Amalienhof wurde ursprünglich im 17. Jahrhundert errichtet und befindet sich am Ortsausgang Richtung Kürnbach.

## Beschreibung
Der Amalienhof wurde nach Amalia Göler geb. Reck (1785–1853) benannt. Der älteste Teil, das Tonnengewölbe des Kellers, stammt aus dem beginnenden 17. Jahrhundert. Der heutige Schlossbau ist über eine kleine Allee erreichbar. Der eingeschossige Putzbau unter einem Walmdach besitzt 15 Fensterachsen. An den Schmalseiten befinden sich zwei quadratische, turmartige Anbauten. Über eine Freitreppe an der Hofseite gelangt man zum Eingang, der von einem Allianzwappen der Göler von Ravensburg und der Herren Horneck von Hornberg geschmückt wird. Auf der rückwärtigen Seite hat man von der Terrasse einen herrlichen Blick in den Park.
2017 wurde um eine begrünte Tiefgarage genehmigt, die 2018/19 fertiggestellt werden sollte.